# Stafafell
Ne doit pas être confondu avec Skaftafell.
Stafafell est un lieu-dit d'Islande situé dans le Sud-Est du pays, au nord-est de Höfn et au sud-ouest des fjords de l'Est. Il constitue la porte d'entrée de la réserve naturelle de Lónsöræfi qui s'étend au nord-ouest.

## Géographie
Stafafell est située dans le Sud-Est de l'Islande, non loin de l'océan Atlantique, sur la rive gauche de la Jökulsá í Lóni, un fleuve qui prend sa source sur le rebord oriental du Vatnajökull et qui s'étale dans le Jökulsársandur en amont de Stafafell. Administrativement, le hameau se trouve dans la municipalité d'Hornafjörður de la région d'Austurland. Les bâtiments se trouvent en bordure du Lón, une plaine côtière, adossés à des collines dont la Gildrufjall, la Selfjall et la Gullaugarfjall. À l'origine, la localité est née le long de la route 1, à l'endroit où elle franchit la Jökulsá í Lóni. Des villégiatures se sont développées par la suite le long de la route 9713 qui longe le fleuve sur sa rive gauche.

## Activités
Stafafell constitue la porte d'entrée de la réserve naturelle de Lónsöræfi qui se trouve en direction du nord-ouest. Son accès par la route n'est possible que par la piste F980 qui remonte la Jökulsá í Lóni sur sa rive droite.
La localité constitue ainsi le point de départ pour de nombreuses randonnées pédestres, équestres ou à VTT.

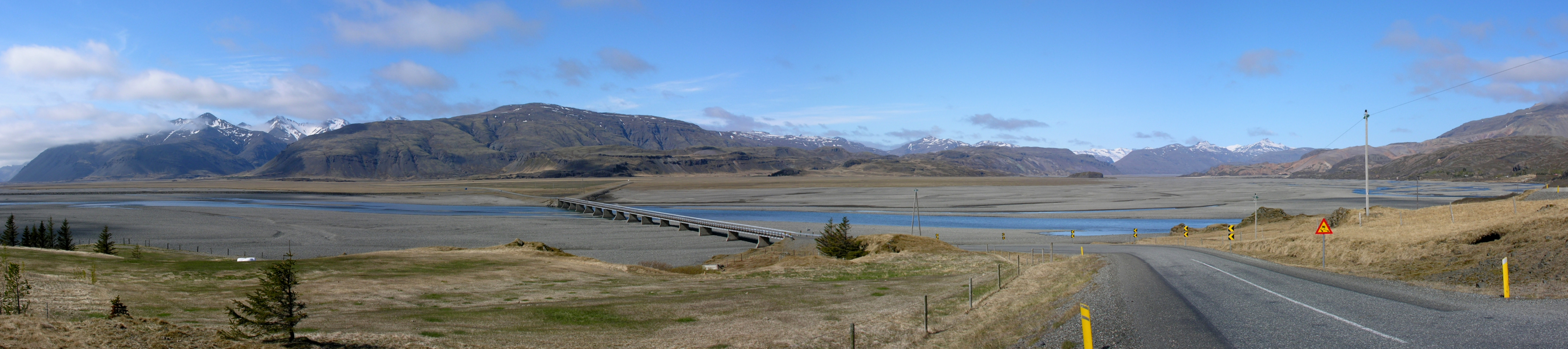
Vue panoramique de la Jökulsá í Lóni traversée par la route 1 au niveau de Stafafell.